# The Affairs of Cellini
The Affairs of Cellini is een Amerikaanse filmkomedie uit 1934 onder regie van Gregory La Cava. Destijds werd de film in Nederland uitgebracht onder de titel Cellini's galante avontuur.

## Verhaal
De renaissancekunstenaar Benvenuto Cellini is een notoire vrouwengek. Als hij op een dag kennismaakt met de schone hertogin van Florence, gelooft hij dat hij de liefde van zijn leven heeft gevonden.

## Rolverdeling
| Acteur            | Personage                      |
| ----------------- | ------------------------------ |
| Constance Bennett | Hertogin van Florence          |
| Fredric March     | Benvenuto Cellini              |
| Frank Morgan      | Hertog van Florence            |
| Fay Wray          | Angela                         |
| Vince Barnett     | Ascanio                        |
| Jessie Ralph      | Beatrice                       |
| Louis Calhern     | Ottaviano                      |
| Jay Eaton         | Polverino                      |
| Paul Harvey       | Afgezant                       |
| Jack Rutherford   | Kapitein van de wacht          |
| Irene Ware        | Dochter uit het Huis van Bocci |